# Tepango de Rodríguez
Tepango de Rodríguez es una localidad del estado mexicano de Puebla. Es cabecera del municipio de Tepango de Rodríguez. La localidad fue nombrada en honor al presidente Abelardo L. Rodríguez.

## Demografía
| Censo | Población |
| ----- | --------- |
| 1900  | 2 175     |
| 1910  | 2 562     |
| 1921  | 1 984     |
| 1930  | 2 415     |
| 1940  | 1 892     |
| 1950  | 2 489     |
| 1960  | 2 694     |
| 1970  | 1 943     |
| 1980  | 2 191     |
| 1990  | 3 096     |
| 1995  | 2 954     |
| 2000  | 3 103     |
| 2005  | 3 268     |
| 2010  | 3 461     |
| 2020  | 3 298     |